# Elio de Angelis
Elio de Angelis (Roma, 26 de Março de 1958 — Le Castellet, 15 de Maio de 1986) foi um piloto italiano de Fórmula 1 que participou de campeonatos entre 1979 e 1986. Ele correu pelas equipes Shadow, Lotus e Brabham. Morreu durante testes no circuito de Paul Ricard em Le Castellet, em 1986. Algumas vezes, referiam-se a ele como o "último cavalheiro da Fórmula 1", e embora provavelmente não fosse um dos pilotos mais talentosos, certamente estava entre os mais populares da categoria.

## Carreira

### O início
Tendo dirigido pela Shadow em sua temporada de estreia em 1979, ele não pontuou na temporada inteira mas incrivelmente conseguiu um 4 lugar na última chance da temporada. Ele transferiu-se para a Lotus em 1980 e - aos 20 anos - quase se tornou o mais jovem ganhador de Grande Prêmio de todos os tempos ao terminar num disputadíssimo 2º lugar no Grande Prêmio do Brasil de 1980, em Interlagos.

### Primeira vitória
Foi pela equipe aurinegra que conquistou sua primeira vitória na Fórmula 1, no Grande Prêmio de San Marino de 1985, numa situação curiosa, pois não liderou nenhuma volta da prova. Isso ocorreu por conta do carro do francês Alain Prost, vencedor da corrida, estar abaixo do peso mínimo estabelecido, sendo portanto, desclassificado. De Angelis, segundo colocado, herdou a vitória.

### Entra Senna

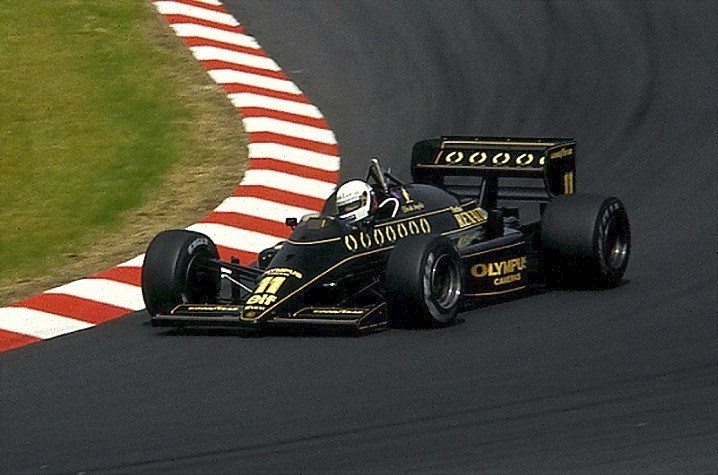
Elio De Angelis em 1985, seu último ano na Lotus. Nesta imagem, o italiano atua no GP da Alemanha.

Ele deixou a Lotus no final da temporada de 1985, quando ficou claro que os esforços da equipe estavam sendo concentrados em seu talentoso companheiro de equipe, Ayrton Senna. O substituto de De Angelis na equipe foi Johnny Dumfries, que obteve seu lugar quase que inteiramente devido ao fato dele ter aceitado ser um subordinado de Senna, que não iria tolerar alguém muito mais competitivo, como Derek Warwick na qualidade de segundo piloto, e também, Dumfries vinha de uma família escocesa rica.
O britânico permaneceu apenas uma temporada na Fórmula 1, antes de ser também substituído pelo japonês Satoru Nakajima, um piloto patrocinado pela Honda.

### 1986: fim trágico
Em 1986, De Angelis correu pela Brabham - outra equipe famosa, porém já iniciando seu declínio - como substituto do bicampeão mundial Nelson Piquet (que havia ido para a equipe Williams, porque o homem forte da Brabham, Bernie Ecclestone, não quis lhe dar um aumento de salário).
O Brabham-BMW de 1986, o BT55 Skate, era um carro de design radical, com um chassi e um assento extremamente baixos, e um motor BMW de inclinação de 110 graus, com os quais o carro, teoricamente, ganharia mais downforce e mais velocidade. Todavia, não conseguiu recuperar a Brabham do seu rápido declínio, e logo se tornou claro que com aquele modelo não seria o ano em que a equipe recuperaria seus dias de glória da segunda metade dos anos 1960 e do início dos anos 1980. Não obstante, de Angelis deu o melhor de si para ajudar no desenvolvimento do carro.
Durante testes no circuito de Paul Ricard, na França, a asa traseira do BT55 soltou-se enquanto ele pilotava em alta velocidade, fazendo com que o carro perdesse pressão aerodinâmica nas rodas traseiras, capotasse sobre uma barreira e em seguida pegasse fogo. O impacto em si não matou de Angelis, mas ele não conseguiu sair do veículo sozinho. A situação foi exacerbada pela ausência de fiscais de pista no circuito francês que pudessem ter-lhe ajudado e por uma demora de 30 minutos para a chegada de um helicóptero de resgate, que fez com que ele morresse asfixiado pela fumaça. Seus únicos ferimentos reais foram apenas uma clavícula quebrada e queimaduras leves nas costas. O italiano foi levado para o hospital em Marselha onde morreu 29 horas após o acidente.
De Angelis seria o último piloto da F-1 a morrer pilotando antes de Roland Ratzenberger em Ímola, oito anos mais tarde. Seu lugar na equipe Brabham foi ocupado, ironicamente, por Derek Warwick - supostamente porque o inglês foi o único piloto desempregado que não ligou imediatamente para Ecclestone, perguntando se havia vaga.

## Talento musical
Além de seu talento como piloto, De Angelis era também um pianista de nível profissional o qual, certa vez, num episódio famoso, entreteve os demais pilotos com um recital, durante a greve de pilotos nos treinos do GP da África do Sul de 1982.

## Números
Os recordes obtidos por De Angelis:
- 5ºs lugares consecutivos (3) – obtidos em 1985, na Inglaterra.
- 4ºs lugares no grid de largada e na classificação final, voltas mais rápidas (2) – obtidos em 1985, em Portugal.
- 12ºs lugares no grid, na classificação final e voltas mais rápidas (1) – obtidos em 1979 na Inglaterra.
- 5ºs lugares na classificação final (17) – mais um recorde obtido em 1985.
- 5ºs lugares na classificação final numa temporada (6) – quarto recorde obtido em 1985.

## Todos os Resultados de Elio de Angelis na Fórmula 1
(legenda) (Corrida em negrito indica pole position)
| Ano  | Nome Oficial da Equipe         | Chassis      | Motor                | Pneus | 1       | 2       | 3       | 4       | 5       | 6       | 7       | 8       | 9       | 10      | 11      | 12      | 13      | 14      | 15      | 16      | Pontos | Posição  |
| ---- | ------------------------------ | ------------ | -------------------- | ----- | ------- | ------- | ------- | ------- | ------- | ------- | ------- | ------- | ------- | ------- | ------- | ------- | ------- | ------- | ------- | ------- | ------ | -------- |
| 1986 | Motor Racing Developments Ltd  | Brabham BT55 | BMW M12/13 L4 Turbo  | P     | BRA 8º  | ESP Ret | SMR Ret | MON Ret |         |         |         |         |         |         |         |         |         |         |         |         | 0      | NC (25º) |
| 1985 | John Player Team Lotus         | Lotus 97T    | Renault EF4 V6 Turbo | G     | BRA 3º  | POR 4º  | SMR 1º  | MON 3º  | CAN 5º  | EUA 5º  | FRA 5º  | GBR NC  | ALE Ret | AUT 5º  | NED 5º  | ITA 6º  | BEL Ret | EUR 5º  | AFS Ret | AUS DSQ | 33     | 5º       |
| 1984 | John Player Team Lotus         | Lotus 95T    | Renault EF4 V6 Turbo | G     | BRA 3º  | AFS 7º  | BEL 5º  | SMR 3º  | FRA 5º  | MON 5º1 | CAN 4º  | DET 2º  | DAL 3º  | GBR 4º  | ALE Ret | AUT Ret | NED 4º  | ITA Ret | EUR Ret | POR 5º  | 34     | 3º       |
| 1983 | John Player Team Lotus         | Lotus 91     | Ford Cosworth DFV V8 | P     | BRA DSQ |         |         |         |         |         |         |         |         |         |         |         |         |         |         |         | 2      | 18º      |
| 1983 | John Player Team Lotus         | Lotus 93T    | Renault EF1 V6 Turbo | P     |         | USW Ret | FRA Ret | SMR Ret | MON Ret | BEL 9º  | USE Ret | CAN Ret |         |         |         |         |         |         |         |         | 2      | 18º      |
| 1983 | John Player Team Lotus         | Lotus 94T    | Renault EF1 V6 Turbo | P     |         |         |         |         |         |         |         |         | GBR Ret | ALE Ret | AUT Ret | NED Ret | ITA 5º  | EUR Ret | AFS Ret |         | 2      | 18º      |
| 1982 | John Player Team Lotus         | Lotus 87B    | Ford Cosworth DFV V8 | G     | AFS 8º  |         |         | SMR     |         |         |         |         |         |         |         |         |         |         |         |         | 23     | 9º       |
| 1982 | John Player Team Lotus         | Lotus 91     | Ford Cosworth DFV V8 | G     |         | BRA Ret | USW 5º  | SMR     | BEL 4º  | MON 5º  | USE Ret | CAN 4º  | NED Ret | GBR 4º  | FRA Ret | ALE Ret | AUT 1º  | SUI 6º  | ITA Ret | LVG Ret | 23     | 9º       |
| 1981 | Team Essex Lotus               | Lotus 81B    | Ford Cosworth DFV V8 | M     | USW Ret | BRA 5º  | ARG 6º  |         |         |         |         |         |         |         |         |         |         |         |         |         | 14     | 8º       |
| 1981 | Team Essex Lotus               | Lotus 87     | Ford Cosworth DFV V8 | M     |         |         |         |         | BEL 5º  | MON Ret |         |         |         |         |         |         |         |         |         |         | 14     | 8º       |
| 1981 | John Player Special Team Lotus | Lotus 87     | Ford Cosworth DFV V8 | M     |         |         |         |         |         |         | ESP 5º  | FRA 6º  |         |         |         |         |         |         |         |         | 14     | 8º       |
| 1981 | John Player Special Team Lotus | Lotus 87     | Ford Cosworth DFV V8 | G     |         |         |         |         |         |         |         |         | GBR Ret | ALE 7º  | AUT 7º  | NED 5º  | ITA 4º  | CAN 6º  | LVG Ret |         | 14     | 8º       |
| 1980 | Team Essex Lotus               | Lotus 81     | Ford Cosworth DFV V8 | G     | ARG Ret | BRA 2º  | AFS Ret | USW Ret | BEL 10º | MON 9º  | FRA Ret | GBR Ret | ALE 16º | AUT 6º  | NED Ret | ITA 4º  | CAN 10º | USE 4º  |         |         | 13     | 7º       |
| 1979 | Interscope Shadow Racing Team  | Shadow DN9   | Ford Cosworth DFV V8 | G     | ARG 7º  | BRA 12º | AFS Ret | USW 7º  | ESP Ret | BEL Ret | MON NQ  | FRA 16º | GBR 12º | ALE 11º | AUT Ret | NED Ret | ITA Ret | CAN Ret | USE 4º  |         | 3      | 16º      |

↑1  Foi atribuído metade dos pontos, porque o número de voltas não atingiu 75% de sua realização. De Angelis marcou 1 ponto com o 5º lugar.